# انجیل مریم
انجیل مریم (به انگلیسی: Gospel of Mary) نوشته‌ای غیرمتعارف است که در سال ۱۸۹۶ در دفترنامه پاپیروسی سده پنجم که به زبان قبطی نوشته شده بود، کشف شد. این دفترنامه برلین توسط کارل راینهارت دیپلمات آلمانی در قاهره خریداری شد.
اگرچه این اثر عموماً به عنوان انجیل مریم شناخته می‌شود، اما توسط برخی از محققان به عنوان انجیل طبقه‌بندی نمی‌شود، زیرا اصطلاح «انجیل» را به نوشته‌ها محدود می‌کنند که اصطلاح «انجیل» را به نوشته‌های «عمدتاً بر بازگویی آموزه‌ها و/یا فعالیت‌های عیسی در دوران بزرگسالی‌اش» محدود می‌کنند.

## تاریخ

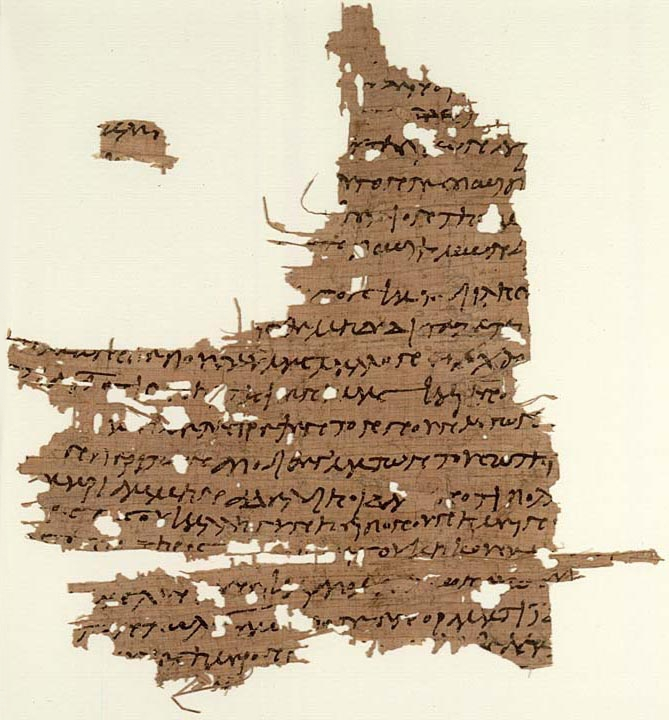
انجیل مریم، P. Oxyrhynchus L ۳۵۲۵.

دفترنامه برلین، که به نام آخیم نیز شناخته می‌شود، حاوی آپوکریفون یوحنا، صوفیه عیسی مسیح و خلاصه‌ای از عمل پطرس است. هر چهار اثر موجود در نسخه خطی به گویش سحیدی قبطی نوشته شده‌است. دو قطعه دیگر از انجیل مریم از آن زمان کشف شد که هر دو به زبان یونانی نوشته شده‌اند (Papyrus Oxyrhynchus L 3525 و Papyrus Rylands 463). P.Oxy. L 3525 «... در واقع توسط گرنفل و هانت میان سال‌های ۱۸۹۷ و ۱۹۰۶ یافت شد، اما فقط در سال ۱۹۸۳ منتشر شد» توسط پی جی پارسونز.
این دو قطعه به ترتیب در سال‌های ۱۹۳۸ و ۱۹۸۳ و ترجمه قبطی در سال ۱۹۵۵ توسط والتر تیل منتشر شد.
تاریخ گذاری انجیل، مانند اکثر نوشته‌های ادبی کهن، مشکل ساز است. از آنجایی که اولین قطعه موجود از انجیل (پاپیروس رایلندز) مربوط به اوایل سده سوم است، باید قبل از این باشد. کارن ال کینگ، استاد الهیات هالیس در مدرسه الهیات هاروارد، پیشنهاد کرد که انجیل در اوایل سده دوم نوشته شده‌است، و خاطرنشان کرد که نشان دهنده آشنایی با انجیل یوحنا، و شاید نامه‌های پولس است، بنابراین احتمالاً از ۹۰ تا ۱۰۰ گذشته‌است. بحث کریستوفر تاکت در جلد سال ۲۰۰۷ خود به ترجیح پاسکویر برای تاریخی در نیمه دوم سده اشاره می‌کند. خود تاکت در نهایت یک موقعیت متوسط را انتخاب می‌کند – او آن را در نیمه اول سده دوم اما دیرتر از کینگ قرار می‌دهد.
انجیل مریم در فهرست کتب آخرالزمان بخش پنجم فرمان گلاسیان وجود ندارد.

## هویت «مریم»
محققان همیشه موافق نیستند که کدام یک از افراد عهد جدید به نام مریم شخصیت اصلی انجیل مریم است. استفن جی. شومیکر و اف. استنلی جونز پیشنهاد کرده‌اند که او ممکن است مریم مادر عیسی باشد. باربارا جی. سیلورتسن به‌طور متناوب پیشنهاد می‌کند که او ممکن است خواهر عیسی باشد - فردی که تا حد زیادی در تاریخ گم شده‌است. سیلورتسن می‌گوید در حالی که هیچ‌یک از اناجیل متعارف خواهران عیسی را با نام مشخص نمی‌کند (Mark ۶:۳، Matthew ۱۳:۵۶)، یکی از خواهران او در انجیل فیلیپ به عنوان «مریم» معرفی شده‌است.
استدلال به نفع مریم مجدلیه بر پایه وضعیت او به عنوان یک پیرو شناخته شده عیسی ، سنت اولین شاهد رستاخیز او و ظهور او در سایر نوشته‌های اولیه مسیحی است. از او به عنوان همراه عیسی در سفرها یاد شده‌است (Luke ۸:۲) و در انجیل متی به عنوان حضور در مصلوب شدن او ذکر شده‌است (Matthew ۲۷:۵۶). در انجیل یوحنا، او به عنوان اولین شاهد رستاخیز عیسی ثبت شده‌است (John 20:14–16). (Mark ۱۶:۹ نسخه‌های خطی بعدی).
استر دی بوئر نقش خود را در سایر نوشته‌های غیرمتعارف مقایسه می‌کند و خاطرنشان می‌کند که «در انجیل مریم این پیتر است که با سخنان مریم مخالف است، زیرا او یک زن است. پیتر همان نقش را در انجیل توماس و در پیستیس سوفیا دارد. در پیستیس سوفیا مریم مربوط به عنوان مریم مجدلیه معرفی شده‌است.» صحنه آخر در انجیل مریم همچنین ممکن است شاهدی باشد که مریم واقعاً مریم مجدلیه است. لاوی در دفاع از مریم و تعالیم او به پطرس می‌گوید: «مسلماً ناجی او را به خوبی می‌شناسد. به همین دلیل او را بیشتر از ما دوست داشت.» در انجیل فیلیپ نیز بیانیه مشابهی در مورد مریم مجدلیه آمده‌است.
کینگ همچنین به نفع نام بردن مریم مجدلیه به عنوان شخصیت مرکزی انجیل مریم استدلال می‌کند. او خلاصه می‌کند: «دقیقاً سنت‌های مریم به‌عنوان یک زن، به‌عنوان یک شاگرد نمونه، شاهد خدمت عیسی، بیننده عیسی تجلیل‌شده و شخصی که به‌طور سنتی در رقابت با پطرس بود، او را به تنها شخصیتی تبدیل کرد که می‌تواند تمام نقش‌های مورد نیاز برای انتقال پیام‌ها و معانی انجیل مریم را ایفا کند.»
ریچارد والانتاسیس در کتاب راهنمای باورهای گنوسی و دیگر مسیحیت‌های ناپدید شده می‌نویسد (به باور نت مراجعه کنید) که مریم در اینجا مریم مجدلیه است. والانتاسیس توضیح می‌دهد که این امر «ازدواج زمینی میان او و عیسی را تأیید نمی‌کند - دور از آن - اما دریچه‌ای باورنکردنی را به دنیای فکری و معنوی سده دوم میلادی می‌گشاید» این ایده که انجیلی از مریم مجدلیه وجود دارد اما «جنجال‌برانگیز»، زیرا اندرو به عجیب بودن مکاشفات مریم از عیسی اعتراض کرد. همان‌طور که والانتاسیس ذکر می‌کند، پطرس استدلال می‌کند که «عیسی چنین آموزه‌های مهمی را برای یک زن آشکار نمی‌کرد» و «قد او نمی‌تواند بزرگتر از قامت رسولان مرد باشد.»

## محتویات

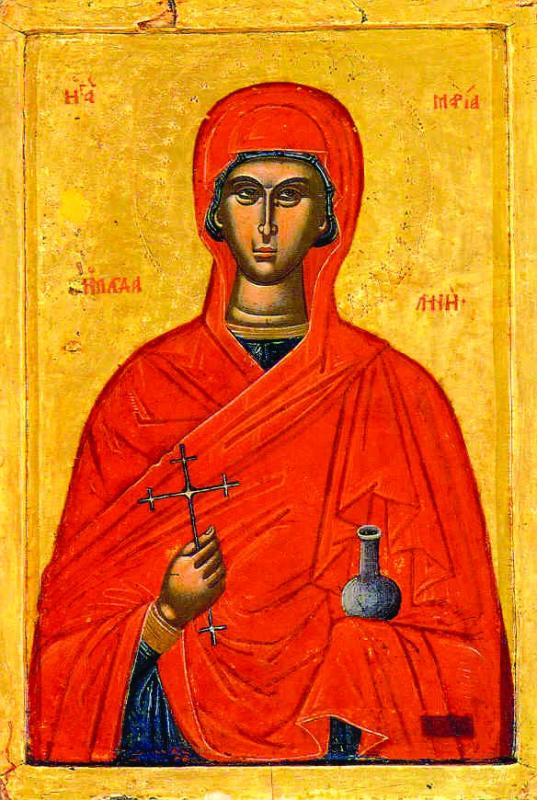
مریم مجدلیه، نماد ارتدکس شرقی

کامل‌ترین نوشته انجیل مریم در دفترنامه برلین موجود است، اما با وجود این، شش صفحه خطی در ابتدای سند و چهار صفحه خطی در وسط آن وجود ندارد. به این ترتیب، روایت از میانه صحنه شروع می‌شود و موقعیت و شرایط را نامشخص می‌گذارد. با این حال، کینگ باورمند است که ارجاعات به مرگ منجی و صحنه سفارش در ادامه روایت نشان می‌دهد که صحنه در بخش اول متن، ظاهری پس از رستاخیز منجی است. همان‌طور که روایت باز می‌شود، منجی با شاگردان خود به گفتگو می‌پردازد و به سؤالات آنها در مورد ماهیت ماده و ماهیت گناه پاسخ می‌دهد. در پایان بحث، منجی می‌رود و شاگردان را مضطرب و مضطرب می‌کند. طبق داستان، مری با کلمات دلگرم کننده و تشویق کننده صحبت می‌کند. سپس پطرس از مریم می‌خواهد که هر آموزش خاصی را که از ناجی دریافت کرده‌است، با آنها در میان بگذارد، «پیتر به مریم گفت، خواهر، ما می‌دانیم که ناجی تو را بیشتر از بقیه زنان دوست داشت. سخنان منجی را که به یاد دارید به ما بگویید – که تو می دانی (ولی) ما نمی‌دانیم و نشنیده‌ایم.» مریم به درخواست پطرس پاسخ می‌دهد و گفتگوی خود را با ناجی دربارهٔ رؤیاها بازگو می‌کند.
(مریم) گفت: پروردگار را در رؤیا دیدم و به او گفتم: «پروردگارا، امروز تو را در رؤیا دیدم. او پاسخ داد و به من گفت: «خوشا به حال تو که از دیدن من تزلزل نکردی؛ زیرا جایی که ذهن است، گنج آنجاست.» به او گفتم: «خداوندا، آیا کسی که رؤیایی می‌بیند آن را از طریق روح <یا> از طریق روح می‌بیند؟»
در گفتگو، ناجی آموزش می‌دهد که خود درونی از روح، روح/ذهن و ذهن سومی که میان این دو است که بینش را می‌بیند، تشکیل شده‌است. سپس متن قطع می‌شود و چهار صفحه بعدی از میان می‌رود. وقتی روایت از سر گرفته می‌شود، مریم دیگر بحث خود با ناجی را به یاد نمی‌آورد. او در عوض مکاشفه‌ای را که در رؤیای خود به او داده شده بازگو می‌کند. مکاشفه صعود یک روح را توصیف می‌کند که در مسیر خود به سمت استراحت نهایی خود می‌گذرد، با چهار قدرتی که سعی در توقف آن دارند گفتگو می‌کند.

دیدگاه او با تأیید جهانی روبرو نمی‌شود:
اما اندرو پاسخ داد و به برادران گفت: «دربارهٔ آنچه او می‌اندیشید، بگویید؛ زیرا من باور نمی‌کنم که ناجی این را گفته باشد؛ زیرا قطعاً این آموزه‌ها از باورهای دیگری است.»
پطرس نیز در این زمینه با او مخالفت کرد و از آنها در مورد منجی سؤال کرد. «آیا او پنهانی با زنی به ترجیح ما صحبت کرد و نه آشکار؟ آیا ما به عقب برگردیم و همه به او گوش دهند؟ آیا او او را به ما ترجیح داد؟»

## تفسیر
انجیل مریم اغلب به عنوان یک متن گنوسی تفسیر می‌شود. به گفته فیم پرکینز، بر پایه سیزده اثری که او تحلیل کرده‌است، انجیل از قالبی مشابه دیگر گفتگوهای گنوسی شناخته شده پیروی می‌کند که حاوی گفتمان وحیانی است که توسط عناصر روایی چارچوب بندی شده‌است. گفت و گوها عموماً با ایده منجی به عنوان یادآوری پیوند انسان با خدا و هویت واقعی و همچنین درک مؤمن به این موضوع که رستگاری عبارت است از بازگشت به سوی خدا و رهایی از ماده پس از مرگ است. انجیل مریم شامل دو مورد از این گفتارها است (۷:۱–۹:۴ و ۱۰:۱۰–۱۷:۷). شامل خطاب به شخصیت‌های عهد جدید (پطرس، مریم، اندرو و لاوی) و توضیح گناه به عنوان زنا (تشویق به یک سبک زندگی زاهدانه) که همچنین با تفسیر گنوسی مطابقت دارد. محققان همچنین می‌گویند که نسخه قبطی سده پنجم انجیل بخشی از دفترنامه برلین همراه با آپوکریفون یوحنا و صوفیه عیسی مسیح است که معمولاً به عنوان نوشته‌های گنوسی در نظر گرفته می‌شوند. با این حال، در حالی که بسیاری از محققان خصلت گنوسی انجیل مریم را بدیهی می‌دانند، باورهای گنوسی در مورد نظریه خلقت و دمیورگ که حاکی از ثنویت افراطی در خلقت است، در بخش‌هایی که در حال حاضر بازیابی شده‌اند وجود ندارد.
به گفته بارت ارمن، «مریم (مجدلیه) در میان حواریون عیسی مقام بالایی دارد.» لاوی در واقع تصدیق می‌کند که عیسی او را بیشتر از همه حواریون دیگر دوست داشت. مریم گفت که با عیسی گفتگو کرده‌است و اندریا و پطرس در این مورد سؤال کردند. «چهار صفحه از دستنوشته گم شده‌است»، بنابراین واقعاً هیچ راهی برای کسی وجود ندارد که دقیقاً بداند چه اتفاقی افتاده‌است.
دی بوئر (۲۰۰۴)، با این حال، پیشنهاد می‌کند که انجیل مریم نباید به عنوان یک متن خاص گنوسی خوانده شود، بلکه باید «در پرتو زمینه مسیحی گسترده‌تر تفسیر شود». او استدلال می‌کند که انجیل از دیدگاه مونیستی خلقت سرچشمه می‌گیرد تا دیدگاه دوگانه محور الهیات گنوسی و همچنین دیدگاه‌های انجیل در مورد طبیعت و طبیعت متضاد، بیشتر شبیه به باورهای یهودی، مسیحی و رواقی است. او پیشنهاد می‌کند که روح نباید از قدرت‌های ماده رها شود، بلکه باید از قدرت‌های طبیعت مخالف رها شود. او همچنین می‌گوید که هدف اصلی انجیل تشویق شاگردان ترسان به بیرون رفتن و موعظه انجیل است.

کارن کینگ کار را برای ارائه می‌داند
نگاهی اجمالی به نوعی مسیحیت که تقریباً هزار و پانصد سال از دست رفته‌است…[این] تفسیری رادیکال از تعالیم عیسی را به عنوان راهی به سوی معرفت روحانی درونی ارائه می‌دهد. رنج و مرگ او را به عنوان راهی برای زندگی ابدی رد می‌کند. این دیدگاه نادرست را آشکار می‌کند که مریم مجدلیه به همان اندازه که هست یک فاحشه بوده‌است – قطعه‌ای از داستان‌های الهیاتی؛ صریح‌ترین و قانع کننده‌ترین استدلال در هر نوشته اولیه مسیحی برای مشروعیت رهبری زنان ارائه می‌شود. انتقاد شدیدی از قدرت نامشروع و بینشی اتوپیایی از کمال معنوی ارائه می‌کند. این دیدگاه نسبتاً عاشقانه ما را در مورد هماهنگی و اتفاق نظر اولین مسیحیان به چالش می‌کشد. و از ما می‌خواهد که اساس اقتدار کلیسا را بازنگری کنیم.
کینگ نتیجه می‌گیرد که «هم محتوا و هم ساختار متن، خواننده را به سمت هویت، قدرت و آزادی خود واقعی، روح رها شده از قدرت ماده و ترس از مرگ سوق می‌دهد». انجیل مریم در مورد اختلافات بین مسیحی، قابل اعتماد بودن شهادت شاگردان، اعتبار آموزه‌هایی است که از طریق مکاشفه و رؤیت پس از قیامت به شاگردان داده شده‌است، و رهبری زنان.
کینگ همچنین شواهدی برای تنش‌ها در مسیحیت سده دوم می‌بیند که در «روابط مریم با پیتر منعکس شده‌است، [که] سناریویی است که در انجیل توماس، پیستیس سوفیا، و انجیل قبطی مصریان. پیتر و اندرو بیانگر مواضع ارتدکسی هستند که اعتبار مکاشفه باطنی را انکار می‌کند و اقتدار زنان را برای تعلیم رد می‌کند.»

## تصویرسازی در رسانه‌ها
- انجیل مریم مجدلیه پیتر وهی (۲۰۱۰–۲۰۱۱) بر پایه قطعات باقی مانده از متن اصلی قبطی انجیل مریم است.
- اپرای ۲۰۱۳ مارک آدامو به نام انجیل مریم مجدلیه عمدتاً بر پایه انجیل مریم و انجیل یوحنا است. این لیبرتو همچنین شامل نقل قول‌هایی از انجیل توماس، پیستیس سوفیا و انجیل فیلیپ است.[۲۱]
- جعلی انجیل مریم مجدلیه در قسمت پرونده‌های ایکس «هالیوود ای.دی.» ظاهر می‌شود.